# Wiktoryja Hanijewa
Wiktoryja Fierdynatauna Hanijewa (biał. Вiкторыя Фердынатаўна Ганіева; ur. 26 kwietnia 1996 w Nowopołocku) – białoruska siatkarka, reprezentantka kraju, grająca na pozycji libero. Występowała także pod nazwiskiem Panasienka.
Wychowanka klubu Drużba Nowopołock, w którym występowała na pozycji rozgrywającej. Od 2015 roku siatkarka Minczanki Mińsk, z którą dotarła do finału Pucharu CEV w sezonie 2017/2018. Wraz z reprezentacją Białorusi zagrała w mistrzostwach Europy w 2021 roku, zajmując dziewiąte miejsce.
Jej ojciec Fiedor, zawodowy hokeista, jest Tatarem, a matka z pochodzenia Romką.

## Sukcesy klubowe
Superpuchar Białorusi:
- 2016, 2017, 2018, 2019

Puchar Białorusi:
- 2016, 2018, 2019, 2020, 2021[8]

Mistrzostwo Białorusi:
- 2017, 2018, 2020, 2021, 2022[9]

Puchar CEV:
- 2018[4]